# Тупунгато
Тупунга́то — активный вулкан. Высота 6565 м.
Гора возникла при столкновении тектонических плит Наска и Южно-Американской, на границе Чили и Аргентины, к Востоку от г. Сантьяго.
Расположена в центральной части Анд (Главная Кордильера) на территории Аргентины. Ограничена горными хребтами Валье-де-лас-Вакас на севере и востоке и Валье-де-лос-Орконес-Инфериор на юге и западе.